# Szeghalmy Bálint
Szeghalmy Bálint (Nagyvárad, 1889. április 21. – Deggendorf, NSZK, 1963. június 16.) a két világháború közötti református templomok építésze.

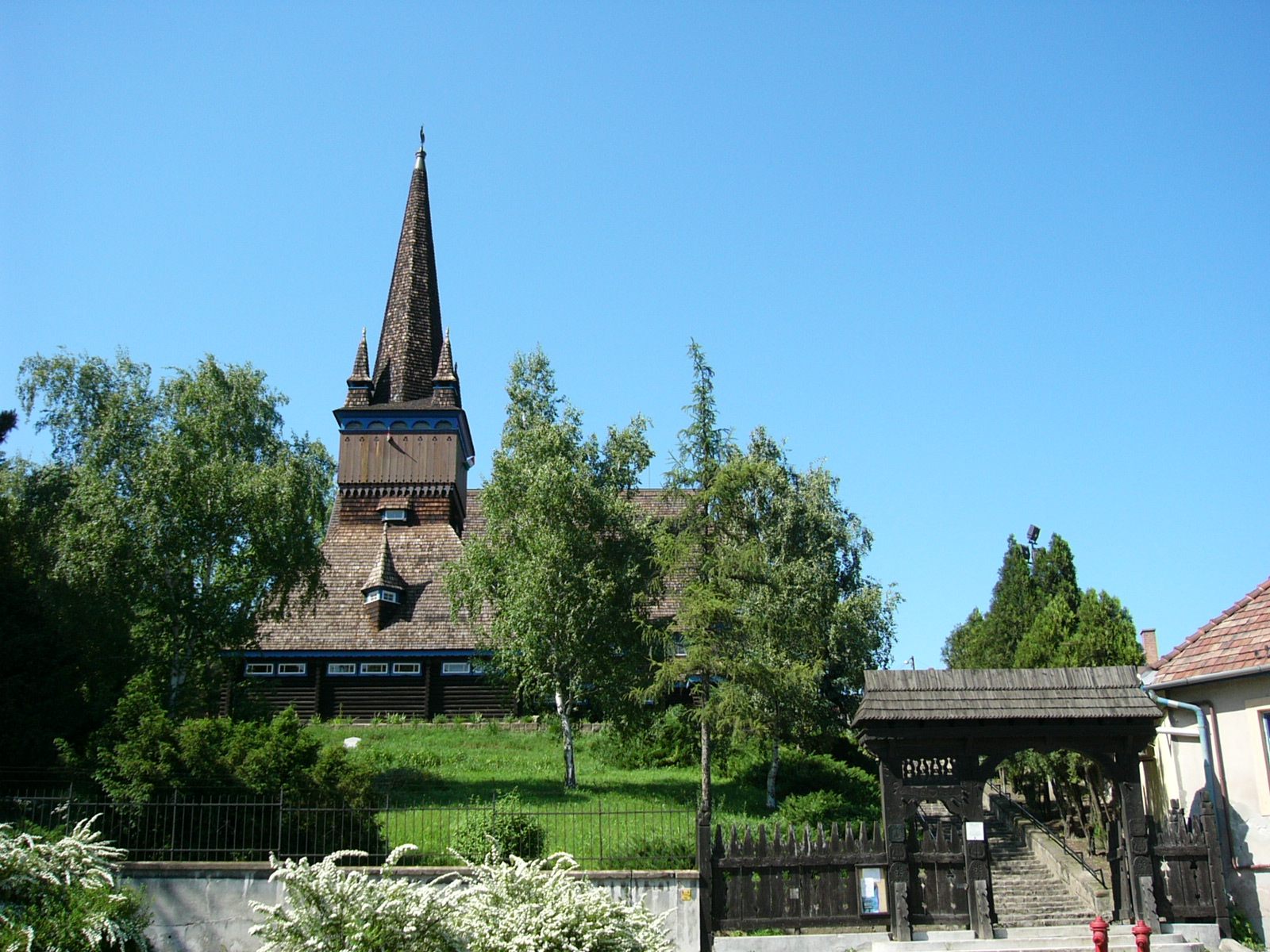
A miskolci Deszkatemplom

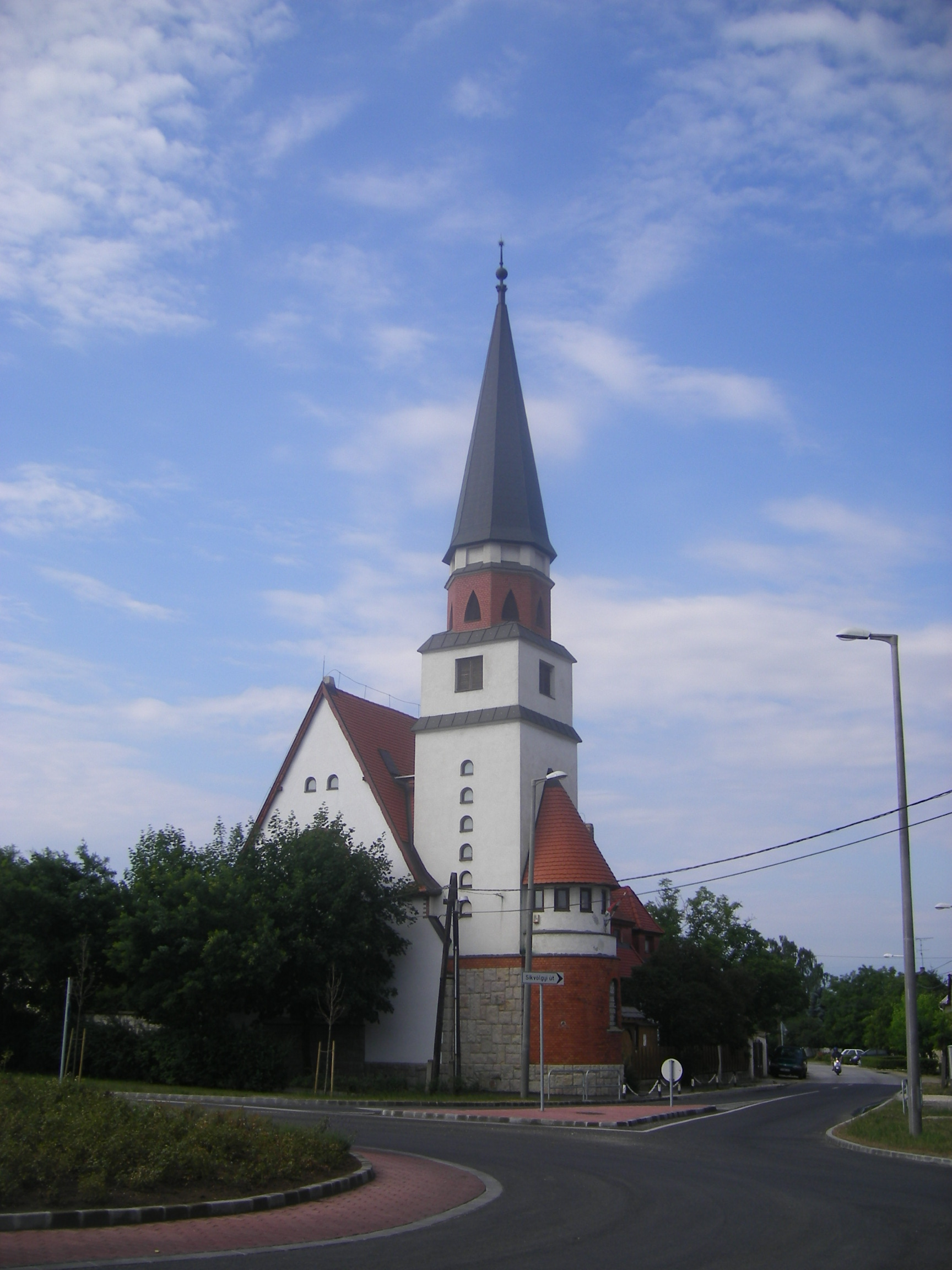
A bánhidai református templom

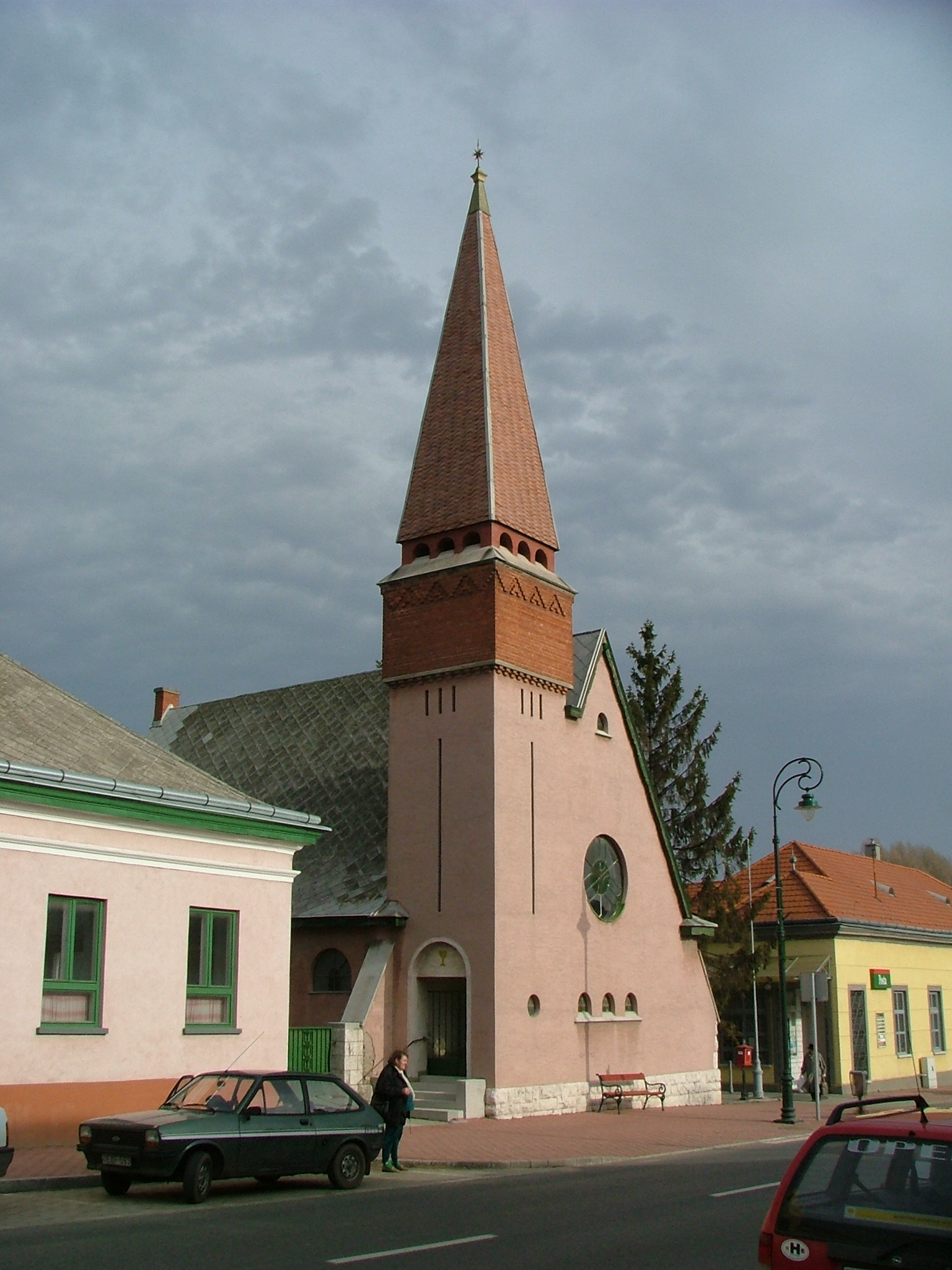
A kisbéri református templom

## Életpályája
Középiskoláit szülővárosában végezte. 1912-ben a budapesti műegyetemen szerzett építészmérnöki oklevelet. Már mint műegyetemi hallgató 1911-ben elkészítette a Nagyvárad-Velence református templom építési tervét, azonban rövidesen kitört az első világháború, így a templomépítés nem valósulhatott meg. A fiatal építészhallgatót Kós Károly és építésztársainak munkássága – bár a közvetlen kapcsolat eddig nem bizonyított – nagyban befolyásolhatta és egy életre elkötelezetté tette a népi építészet iránt. A megismert erdélyi népi élményvilágból merített és alkalmazott építészeti elemek már első munkáinál megjelennek. (Egy Árpád-kori műemlék. A mezőtelegdi református templom. A Vasárnapi Ujság 1909. október 3-ai száma.)
1914-ben bevonult katonának az első világháborúba, de 1915-ös sebesülése után már nem kellett frontszolgálatot teljesítenie. 1919–1929 között Nagykanizsa városi mérnöke lett.
Ezekben az években készültek a következő építészeti tervei: a karcagi kultúrház, a hódmezővásárhelyi iparos-egylet székháza, a szombathelyi felső kereskedelmi iskola épülete, a soproni evangélikus teológiai internátus épülete, a nagykanizsai mozgószínház és kultúrház. Nagykanizsán az ő tervei alapján épült fel a Beák-villa, a Teutsch-kastély, a vásártér és a piaci árucsarnok.
1929. május 1-jétől Miskolc főmérnökévé nevezték ki. Miskolci évei alatt készült munkái közül kiemelkedik a kalotaszegi stílusban tervezett Martinkertvárosi, valamint Deszkatemplom. A tetemvári temetőben (ma a templom után Deszkatemetőnek is hívják) a reformátusoknak már a 17. századtól kezdve volt ravatalozójuk, majd templomuk. Fatemplom épült 1724-ben és 1781-ben, majd 1874-ben készült el az a kereszt alaprajzú épület, mely a jelenleginek közvetlen elődje volt. Ennek romlása miatt írtak ki pályázatot új templom építésére, amelyet ő, az akkori városi főmérnök nyert meg, így az ő tervei alapján épült föl a templom 1938-ban. A tervező erdélyi származása és Kós Károllyal való kapcsolata meghatározó volt a magyaros szecessziós épület tervezése során, hiszen zömök alsórészű, fiatornyos, galériás tornya meredektetős, zsindelyezett, festői tömege és boronafalat idéző külseje erdélyi emlékeket ébreszt a nézőben. Az épület térdhajtásos, ikerdúcolásos-függesztéses szerkezete a székely építőmesterek hagyománya. A Deszkatemplom 1997-ben leégett, de Szeghalmy eredeti tervei alapján újraépítették. Másik miskolci épülete a mai Avasi kilátó helyén álló Rákóczi kilátó volt, amely a Deszkatemplomhoz hasonló stílusban épült. Ezt szovjet katonák lőtték szét 1956-ban (érdekesség, hogy a kilátó és a templom 41 évnyi eltéréssel ugyanazon a napon, december 4-én pusztult el).
1936 után a Budapesti Mérnöki Kamara tagja. Szeghalmy későbbi legfőbb „bűne” az lehetett, hogy ő tervezte a kormányzó, Horthy Miklós falujának a templomát és a községházát. Az 1945 előtti utolsó, már a második világháború időszakában befejezett és egyben a legnagyobb beruházásnak a községháza felépítése számított. A kormányzó ezt az ügyet minden korábbinál nagyobb érdeklődéssel karolta fel, a tervezésbe és a kivitelezésbe személyesen is beavatkozott. Az elöljáróság vezetői 1939 nyarán felkeresték Horthyt, és tájékoztatták elképzeléseikről. A reprezentatív és éppen ezért rendkívül drága épülethez a kormányzó támogatását azonnal megnyerték, de Keresztes-Fischer Ferenc belügyminiszter a magas költségek miatt nem hagyta jóvá a terveket, és inkább a régi községháza kibővítését javasolta. 1940 márciusában az elöljáróság egy újabb, egyszerűbb tervet terjesztett a kormányzó elé, amelyhez már a belügyminiszter is hozzájárult azzal a kikötéssel, hogy az építkezés a berendezéssel együtt sem kerülhet százhúszezer pengőnél többe. Horthy Miklósnak azonban, ill. talán még inkább nejének, a kormányzónénak nem tetszett igazán a magyaros stílusú, leegyszerűsített tervezet, ezért a homlokzatot barokk stílusúra dolgoztatták át. A többletköltségeket a kormányzó magára vállalta, míg az építkezéshez szükséges pénz legnagyobb részét a község kölcsönből fedezte. Az épület alapkőletételét 1941. október 3-án maga Horthy Miklós végezte, s alig egy év múlva, 1942. október 25-én sor kerülhetett a Szeghalmy Bálint építészmérnök tervei alapján felépített községháza ünnepélyes átadására.
A második világháború után Németországba menekült, végül feleségével Deggendorfban telepedett le, 1963. június 16-án halt meg. 2000. október 29-én hazahozták az ő és felesége hamvait és Miskolcon a Deszkatemplom közelében temették el.

## Munkássága

### Építészeti elvei
Azt a századforduló utáni eszmét képviselte, hogy egy épületet teljes egészében (berendezésével együtt), egységes szellemben kell megtervezni. Csak természetes anyagokat használt: követ, fát, vasat.
A templomainak mérete szolid, a 200-400 lelkes gyülekezetet tartotta családiasnak
„A templom: Isten háza. Tehát legyen: tiszta, minden a maga természetes színében. A templom: Isten trónterme. Legyen jó természetes világítás. (Ez megszabja az ablakok méretét, elhelyezkedését.) Akusztikája természetes: a csendesen elmondott Ige is legyen mindenütt jól hallható. A református istentisztelet sok elemből áll: istentisztelet, bibliaóra, szeretetvendégség, ifjúsági alkalmak, közművelődés. Mindennek legyen helye."

### Templomai
Építészettörténetünk egyik legtermékenyebb tervezője volt. 91, többségében pályamű nyertes épülettervet készített,- közötte 59 jobbára magyar stílusú protestáns templomtervet.
Bánhida, Borsosgyőr, Kenderes, Keszthely, Mersevát, Miskolc, Mosonmagyaróvár, Nagyatád,Nagyvárad, Pesterzsébet (Klapka tér), Révfülöp, Sümeg, Tapolca, Kisbér, Tihany, Zalaegerszeg.
(1937–1939 között Hévízen római katolikus kápolnát tervezett és épített. Enyingen evangélikus templomot 1938-ban.)

### Világi épületei
Községháza Gelsén, kastély Palinban, szegényház Győrben, kultúrház Szepetneken. 1934-ben avatott Avasi kilátó (elpusztult 1956-ban).

## Emlékezete
Nevét Keszthelyen a Szeghalmy Bálint Református Alapítvány és Miskolcon a Szeghalmy Bálint Építészeti Alapítvány őrzi.